# 스티븐 오도넬 (축구 선수)
스티븐 제라드 오도넬(영어: Stephen Gerard O'Donnell, 1992년 5월 11일 ~ )은 스코틀랜드의 프로 축구 선수로, 스코티시 프리미어십 클럽 머더웰과 스코틀랜드 국가대표팀에서 라이트백으로 활약하고 있다. 그는 이전에 파틱 시슬, 루턴 타운, 킬마녹에서 뛰었으며, 2013년에 스코틀랜드 U-21 국가대표팀에 한 번 발탁된 후 2018년부터 UEFA 유로 2020 대회를 포함하여 총 26번 풀 레벨로 선발되었다.

## 구단 경력

### 루턴 타운
2015년 6월 22일, 오도넬은 EFL 리그 투 클럽 루턴 타운과 2년 계약을 체결했다. 그는 8월 11일, 리그 컵에서 새로 승격된 챔피언십 클럽 브리스틀 시티와의 홈 경기에서 3-1로 승리하며 루턴 데뷔 전을 치렀다. 오도넬의 첫 골은 9월 1일, EFL 트로피에서 레이턴 오리엔트와의 홈 경기에서 2-1로 승리한 90분에 터진 것이었다. 그는 2015-16년 시즌을 33경기에 출전해 1골을 기록하며 마무리했다. 오도넬은 2016-17년 시즌에 25야드 슛으로 두 번째 루턴 골을 넣으며 2016년 8월 13일, 요빌 타운과의 홈 경기에서 1-1 무승부를 기록했다.
그러나 9월 17일, 크롤리 타운과의 원정 경기에서 2-0으로 패한 후, 오도넬은 팀에서 아카데미 졸업생 제임스 저스틴에게 자리를 빼앗겼다. 그는 저스틴이 10월 15일, 레이턴 오리엔트와의 원정 경기에서 2-1로 승리하기 전까지 5경기 만에 종아리 부상을 당한 후 팀에 복귀하여 첫 리그 선발 출전을 기록했다.

### 킬마녹
오도넬은 2017년 7월 4일, 스코티시 프리미어십 클럽 킬마녹과 3년 계약을 체결했다. 오도넬은 스티브 클라크가 킬마녹 감독으로 임명된 후 좋은 성적을 거두었고, 2018년 5월, 스코틀랜드 국가대표팀에 발탁되었다. 킬마녹은 2019년 8월, 오도넬에게 새로운 3년 계약을 제안했지만, 시즌이 끝날 때 계약 상황을 평가하기로 결정했다. 2020년 1월, 옥스퍼드 유나이티드는 오도넬에게 제안을 했지만 이적 시장이 폐쇄되기 전에 계약이 완료되지 않았다. 그는 2019-20년 시즌이 끝날 때 킬마녹과의 새로운 계약을 거절했다.

### 머더웰
2020년 8월 13일, 머더웰은 오도넬과 다음 이적 시장까지 계약을 체결한다고 발표했다. 2021년 2월 1일, 그는 시즌이 끝날 때까지 머더웰과 새로운 계약을 체결했다. 2021년 4월 13일, 오도넬은 머더웰과 새로운 2년 계약을 체결하여 2023년 여름까지 클럽에 머물게 되었다.

## 국가대표팀 경력
오도넬은 2013년 2월에 스코틀랜드 U-21 국가대표팀에서 한 경기에 출전했다. 그는 2018년 5월에 페루와 멕시코와의 친선 경기를 위해 스코틀랜드 국가대표팀에 처음으로 소집되었다. 오도넬은 2018년 5월 29일, 페루와의 경기에서 2-0으로 패배하며 스코틀랜드 데뷔 전을 치렀다. 그는 2018년 9월 경기에서도 국가대표팀에 이름을 올렸고, 9월 10일, 알바니아와의 경기에서는 2-0으로 승리하며 "우수"했다.
오도넬은 UEFA 유로 2020에서 스코틀랜드 국가대표팀에 선발되어 대회 세 경기 모두에 출전했다. 체코와의 개막전에서 그의 활약은 비판을 받았지만, 두 번째 경기에서 잉글랜드를 상대로 무득점 무승부를 기록한 후 찬사를 받았다. 2021년 9월, 그는 2022년 FIFA 월드컵 예선에서 오스트리아를 상대로 1-0으로 승리한 원정 경기에서 전체 23번째이자 머더웰 선수로서 12번째 캡을 획득했으며, 높은 평가를 받고 있는 데이비드 알라바와의 경기에서 뛰어난 활약을 펼치며 1930년대 조지 스티븐슨이 세운 오랜 머더웰 클럽 캡 기록과 동등한 기록을 세웠다.